# Небезпечна наречена
Небезпечна наречена (англ. Dangers of a Bride) — американська короткометражна комедія режисера Ферріса Гартмана 1917 року.

## У ролях
- Хуаніта Гансен — сільська дівчина
- Роберт Міллікен — чоловік з доставки пошти
- Джей Двіггінс — батько сільської дівчини
- Аль МакКіннон — світовий суддя
- Марта Трік — тітка дівчини
- Фріц Шод — засуджений
- Джек Купер — агент на станції
- Енді Андерсон — автомобільний водій, що бере участь в гонках